# سادات (جزيرة مينو)
سادات (بالفارسية: سادات) هي منطقة سكنية تقع في إيران في قسم جزيرة مينو الريفي. يقدر عدد سكانها بـ 353 نسمة بحسب إحصاء 2016.